# Émigration messine à Berlin à la suite de la révocation de l'édit de Nantes

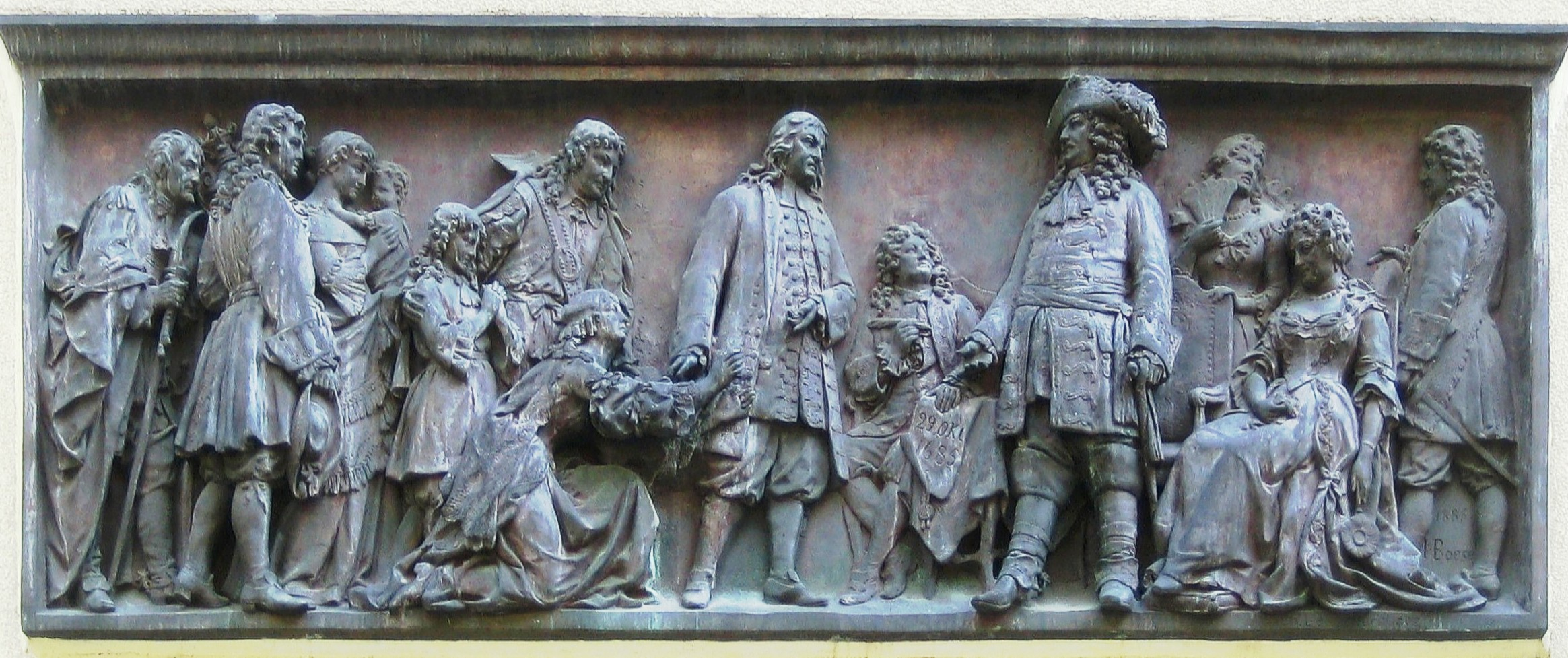
Le Grand Électeur accueillant les émigrants huguenots ; bas-relief de Johannes Boese, 1885.

L’émigration messine à Berlin est due à la révocation de l’édit de Nantes, ou édit de Fontainebleau, par lequel, le 17 octobre 1685, le roi de France Louis XIV interdit l’exercice du culte protestant dans le royaume de France.
Cette décision met en péril la communauté protestante calviniste de Metz, et entraîne son exode massif. Ainsi, dans le sillage de David Ancillon, 426 familles originaires de Metz – au moins 1 600 personnes – vont suivre majoritairement leurs pasteurs à Berlin, Francfort-sur-l'Oder, Heidelberg et Cassel. Au total, 60 000 huguenots opteront pour les États allemands, dont au moins 20 000 pour le seul État de Brandebourg. 

## Une élite cultivée
L’accueil généreux des huguenots par Frédéric-Guillaume, Électeur de Brandebourg, n’est pas totalement désintéressé. Au sortir de la guerre de Trente Ans (1618-1648), l’Allemagne est exsangue et a perdu la moitié de sa population. Berlin ne compte plus que 6 000 âmes avant l’immigration. En 1697, elle accueille 4 281 réfugiés, dont 27 % de Messins. Les protestants français viennent donc combler en partie le déficit démographique. Mais pas seulement ; nombre d’entre eux appartiennent à une élite cultivée et entrepreneuriale : physiciens, chimistes, imprimeurs, ingénieurs, entrepreneurs. Ils vont impulser un fort élan intellectuel, économique, entrepreneurial, militaire. Ils créeront ou apporteront un modèle français, auquel aspireront par la suite Frédéric-Guillaume Ier puis Frédéric II de Prusse.

## La fondation en 1689 du collège français

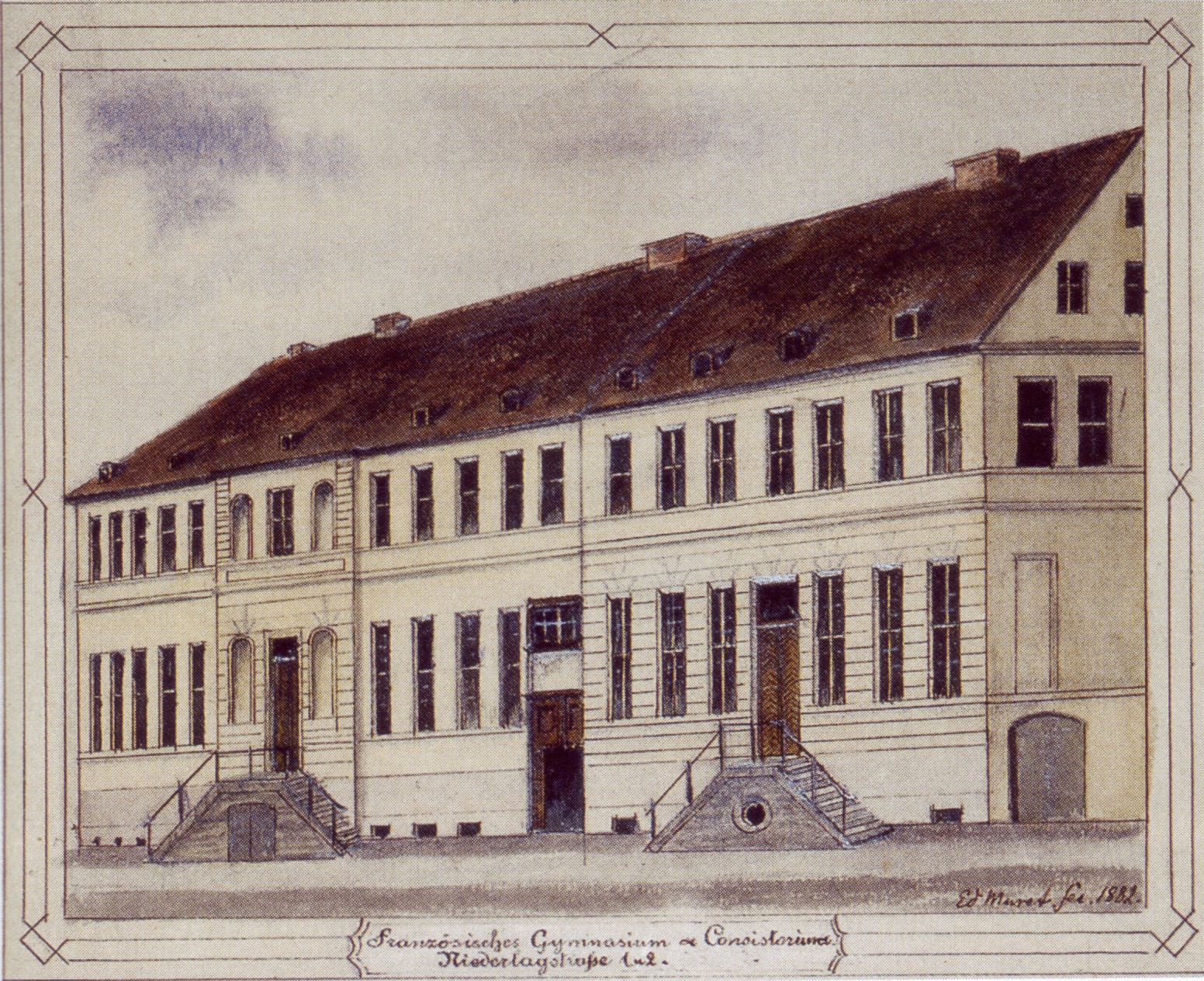
Le Französisches Gymnasium.

La fondation en 1689 du collège français de Berlin, l’ancêtre du Französisches Gymnasium, a contribué fortement à la croissance économique et démographique de Berlin, alors ville de taille très modeste.
Les huguenots avaient pour principe de créer une école partout où se trouvait un temple, car ils étaient très soucieux de l’éducation des enfants. La qualité de l’enseignement dispensé à l’époque fit que bien des familles allemandes envoyèrent leurs enfants au collège français, où l’enseignement était exclusivement dispensé en français. On y enseignait à lire et à écrire, l’arithmétique, les principes de la religion, les belles-lettres et la philosophie.
Parmi les enseignants, Philippe Naudé l'Ancien, Philippe Naudé le Jeune, François Bancelin, Paul Goffin, Claude d’Ingenheim, Benjamin de Fériet, Pierre Carita, et Louis Malchar, tous nés à Metz.

## Les réfugiés implantent des manufactures
Les réfugiés avaient apporté avec eux des métiers encore inexistants à leur arrivée (fabrication de gants, de chapeaux, industrie de la soie, orfèvrerie, horlogerie…)
Pierre de Maizery, alias Pierre Persode, ex-seigneur de Maizery et Armand Maillette de Buy, seigneur de Buy (Antilly) ont contribué à l’essor des manufactures en Brandebourg. Ils contrôlaient par exemple la manufacture de Louis Lejeune, originaire de Metz, installé à Soest en Westphalie et dont le secteur d’activité était la teinture (le pastel). Le succès des manufactures travaillant la laine fut rapide : en deux ou trois ans, elles fabriquèrent assez pour fournir le pays en étoffes jusque-là importées.
Les Messins, dont la tannerie était la spécialité, continuèrent leur métier en Brandebourg : Jean Hian, Daniel Claude ; Abraham Remy, Daniel Delagarde tous établis à Berlin, tandis qu’Isaac Séchehaye construisait un moulin à tan à Prenzlau. 

## La présence religieuse et scientifique française s’enracine à Berlin

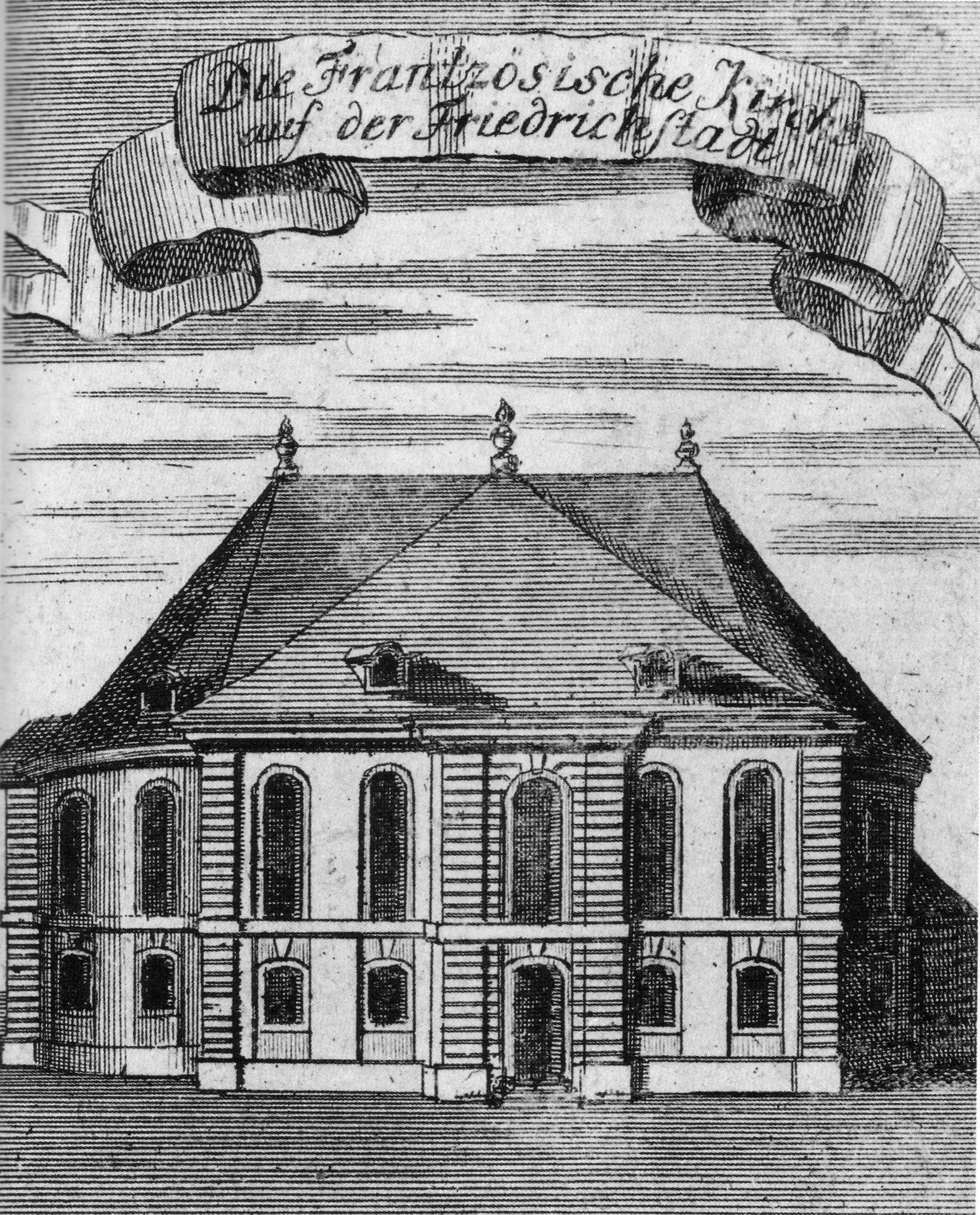
Le Temple de la Friedrichstadt, la première église française de Berlin.

Sur la place du Gendarmenmarkt, du nom des cavaliers d’un régiment d’élite formé de huguenots, se dresse, symétrique à l’ancienne église simultanée luthérienne-réformée de langue allemande (nommé Nouvelle Église, mais surnommée Cathédrale allemande dû à ses dimensions), l’église française protestante qui aussi a la dimension d’une cathédrale (surnommée Cathédrale française, mais officiellement Temple de la Friedrichstadt). Située près de la Französische Straße où résidèrent de nombreux huguenots, elle fut édifiée de 1701 à 1705, sur le modèle du temple de Charenton. Les descendants du pasteur Ancillon prêchèrent vraisemblablement dans ce temple où les registres furent tenus en français jusqu’à la fin du XIXe siècle.
À proximité, se trouve le bâtiment de l’Académie des Sciences fondée par Leibniz et une majorité de scientifiques français en 1700. Dans l’esprit du siècle des Lumières et parce que les scientifiques français étaient majoritaires, les débats s’y déroulaient en français. 
Familier de Leibniz et membre de cette Académie qu’il contribue à créer, le Messin Charles Ancillon, fils de David, est à l’origine du Lycée français, encore aujourd’hui prisé de l’élite berlinoise. Son frère, un autre David, occupa une place de premier plan dans l’organisation juridique de la colonie huguenote. Le tombeau des Ancillon figure en bonne place dans le cimetière français sur Chausseestraße, jouxtant la maison du dramaturge Bertolt Brecht, lui aussi enterré dans ce cimetière-jardin.

## L’inspiratrice des contes de Grimm
Isaac Pierson, né à Metz (1655-1741), fit partie des premières vagues de réfugiés qui gagnèrent la Hesse. Il s’établit dans la colonie de Schöneberg, près de Hofgeismar,  et son arrière-petite-fille, la conteuse Dorothée Viehmann, née le 8 novembre 1755 près de Cassel, racontait de nombreux contes. 
Les frères Grimm lui doivent trente-sept de leurs plus beaux contes. 
Dorothée Pierson était bilingue, parlant allemand et français. Elle vendait des produits agricoles au marché de Cassel et après  rendait visite aux frères Grimm dans leur domicile, Wildemannsgasse 24 à Cassel. Elle y racontait des contes et légendes en allemand dont quelques-uns étaient d'origine française.

## La famille de Maizière

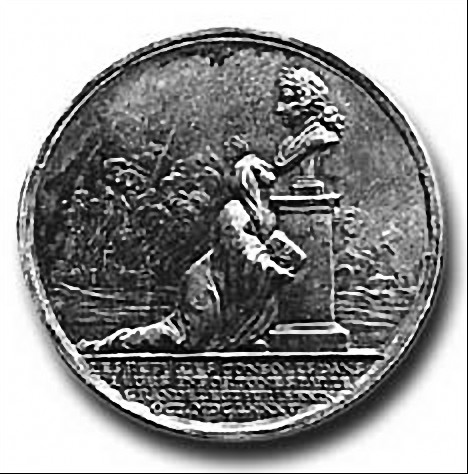
Allégorie de la religion persécutée s’agenouillant devant le buste du Grand Électeur ; médaille commémorative de 1785.

Parmi les noms illustres figure également la famille de Maizière, originaire de Maizières-lès-Metz. Elle compte dans l’Allemagne contemporaine d’éminents personnages comme Lothar de Maizière, premier ministre (1989-1990) de la RDA à avoir été démocratiquement élu ; ou, à l’ouest, le général Ulrich de Maizière, inspecteur général de l’armée et un des inventeurs de la conception allemande de l’armée dans une démocratie, connue sous l’appellation du Bürger in Uniform, du "citoyen en tenue". Son fils Thomas de Maizière est depuis octobre 2009 Ministre fédéral de l'Intérieur d'Allemagne dans le gouvernement d’union dirigé par Angela Merkel, et depuis mars 2011 Ministre fédéral de la Défense d'Allemagne.

## Autres huguenots messins illustres
Jacob de Gayette, venu lui aussi de Metz, est le père de Pierre de Gayette (1688-1747), ingénieur militaire et architecte qui est considéré comme le concepteur des transformations urbaines effectuées à Potsdam par le roi-soldat, Frédéric-Guillaume Ier. La famille de Gayette fournit de nombreux militaires à l'armée prussienne. Un des petits-fils de Pierre de Gayette sera le Generalmajor (général de division) Karl Ludwig von Gayette (1773 – 1856).